# Андреев, Павел Васильевич
Павел Васильевич Андреев (1898—1947) — советский хозяйственный деятель.

## Биография
Родился 4 (16) февраля 1898 года в Кашине Тверской губернии в семье дьяка и сельской учительницы; кроме него в семье были ещё две сестры. После церковно-приходской школ окончил реальное училище. Был вынужден выполнять разные работы, даже был бурлаком. В 1920 году поступил в Московскую промышленную академию по специальности «металлургия черных металлов», которую окончил в 1925 году. В этом же году стал членом КПСС.
Работал в мартеновском цехе московского металлургического завода «Серп и Молот», был на практике на металлургических заводах Круппа в Германии; был начальником строящегося мартеновского цеха № 2 завода «Серп и Молот». В 1937 году был назначен заместителем главного инженера Сталинского металлургического завода. В 1941 году эвакуирован на Урал, где был заместителем главного инженера Серовского металлургического завода. В 1944 году, получив назначение директором Сталинского металлургического завода вернулся в Сталино восстановливать разрушенный во время войны завод.
Избирался депутатом Верховного Совета СССР 2-го созыва.
Скоропостижно умер в Сталино от сердечного приступа 18 июля 1947 года. Похоронен в Москве на Введенском кладбище (уч. 7).